# Celda electroquímica

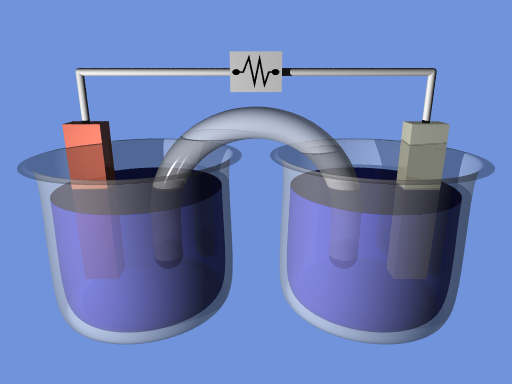
Un diagrama de celda electroquímica de configuración semejante a la pila Daniell. Las dos semiceldas están unidas por un puente salino que permite a los iones moverse entre ambos. Los electrones fluyen por el circuito externo.

Una celda electroquímica es un dispositivo capaz de obtener energía eléctrica a partir de reacciones químicas (o bien, de producir reacciones químicas a través de la introducción de energía eléctrica, cuando se esté cargando la celda). Un ejemplo común de una celda 
electroquímica es la pila (por ejemplo, la estándar de 1,5 voltios o la recargable de 1,2), que es una celda galvánica simple, mientras una batería eléctrica consta de varias celdas conectadas en serie o paralelo.
Johann Wilhelm Ritter, un físico y filósofo alemán, construyó en 1802 la primera celda electroquímica, con 50 discos de cobre separados por discos de cartón humedecidos por una solución salina.

## Tipos de celdas electroquímicas

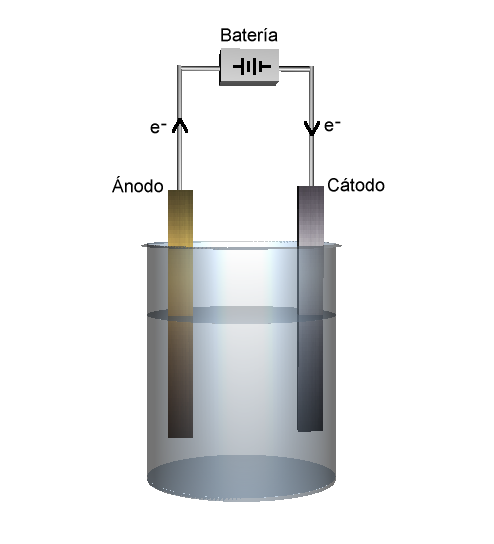
Celda electrolítica, mostrando los electrodos y la fuente de alimentación que genera la corriente eléctrica.

Hay dos tipos fundamentales de celdas y en ambas tiene lugar una reacción redox, y la conversión o transformación de un tipo de energía en otra:
- La celda galvánica o celda voltaica transforma una reacción química espontánea en una corriente eléctrica, como las pilas y baterías. Son muy empleadas por lo que la mayoría de los ejemplos e imágenes de este artículo están referidos a ellas.

- La celda electrolítica transforma una corriente eléctrica en una reacción química de oxidación-reducción que no tiene lugar de modo espontáneo. En muchas de estas reacciones se descompone una sustancia química por lo que dicho proceso recibe el nombre de electrólisis. También se la conoce como cuba electrolítica. A diferencia de la celda voltaica, en la celda electrolítica, los dos electrodos no necesitan estar separados, por lo que hay un solo recipiente en el que tienen lugar las dos semirreacciones.

## Las semiceldas o semirreacciones en una celda voltaica

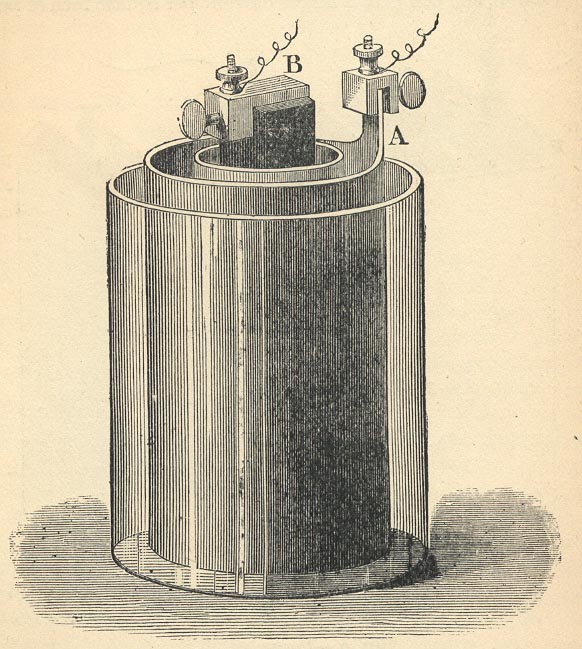
La pila de Bunsen, inventada por Robert Bunsen.

Una celda galvánica o celda voltaica consta de dos semiceldas conectadas eléctricamente mediante un conductor metálico, y también mediante un puente salino. Cada semicelda consta de un electrodo y un electrolito. Las dos semiceldas pueden utilizar el mismo electrolito, o pueden utilizar electrolitos diferentes. Las reacciones químicas en la celda pueden implicar al electrolito, a los electrodos o a una sustancia externa (como en las pilas de combustible que puede utilizar el hidrógeno gaseoso como reactivo). En una celda voltaica completa, las especies químicas de una semicelda pierden electrones (oxidación) hacia su electrodo mientras que las especies de la otra semicelda ganan electrones (reducción) desde su electrodo. Un puente salino se emplea a menudo para proporcionar un contacto iónico entre las dos medias celdas con electrolitos diferentes, para evitar que las soluciones se mezclen y provoquen reacciones colaterales no deseadas. Este puente salino puede ser simplemente una tira de papel de filtro empapado en solución saturada de nitrato de potasio. Otros dispositivos para lograr la separación de las disoluciones son vasijas porosas y disoluciones gelificadas. Un recipiente poroso se utiliza en la pila de Bunsen (derecha). 
También se les denomina semirreacciones pues en cada una de ella tiene lugar una parte de la reacción redox: 
- La pérdida de electrones (oxidación) tiene lugar en el ánodo.
- La ganancia de electrones (reducción) en el cátodo.

### Reacción de equilibrio
Cada semicelda tiene una tensión característica llamada potencial de semicelda o potencial de reducción. Las diferentes sustancias que pueden ser escogidas para cada semicelda dan lugar a distintas diferencias de potencial de la celda completa, que es el parámetro que puede ser medido. No se puede medir el potencial de cada semicelda, sino la diferencia entre los potenciales de ambas. Cada reacción está experimentando una reacción de equilibrio entre los diferentes estados de oxidación de los iones; cuando se alcanza el equilibrio, la célula no puede proporcionar más tensión. En la semicelda que está sufriendo la oxidación, cuanto más cerca del equilibrio se encuentra el ion/átomo con el estado de oxidación más positivo, tanto más potencial va a dar esta reacción. Del mismo modo, en la reacción de reducción, cuanto más lejos del equilibrio se encuentra el ion/átomo con el estado de oxidación más negativo, más alto es el potencial.

### Potenciales de electrodo y fuerza electromotriz de una pila
El potencial o fuerza electromotriz de una pila se puede predecir a través de la utilización de los potenciales de electrodo, las tensiones de cada semicelda. (Ver tabla de potenciales de electrodo estándar). La diferencia de voltaje entre los potenciales de reducción de cada electrodo da una predicción para el potencial medido de la pila.
{\displaystyle E_{pila}\ =\ E_{c{\acute {a}}todo}\ -\ E_{{\acute {a}}nodo}}
Los potenciales de pila tienen un rango posible desde 0 hasta 6 voltios. Las pilas que usan electrolitos disueltos en agua generalmente tienen potenciales de celda menores de 2,5 voltios, ya que los oxidantes y reductores muy potentes, que se requerirían para producir un mayor potencial, tienden a reaccionar con el agua.

## Tipos de celdas galvánicas

### Principales tipos
Las celdas o células galvánicas se clasifican en dos grandes categorías:
- Las celdas primarias transforman la energía química en energía eléctrica, de manera irreversible (dentro de los límites de la práctica). Cuando se agota la cantidad inicial de reactivos presentes en la pila, la energía no puede ser fácilmente restaurada o devuelta a la celda electroquímica por medios eléctricos.[4]
- Las celdas secundarias pueden ser recargadas, es decir, que pueden revertir sus reacciones químicas mediante el suministro de energía eléctrica a la celda, hasta el restablecimiento de su composición original.[5]

### Celdas galvánicas primarias

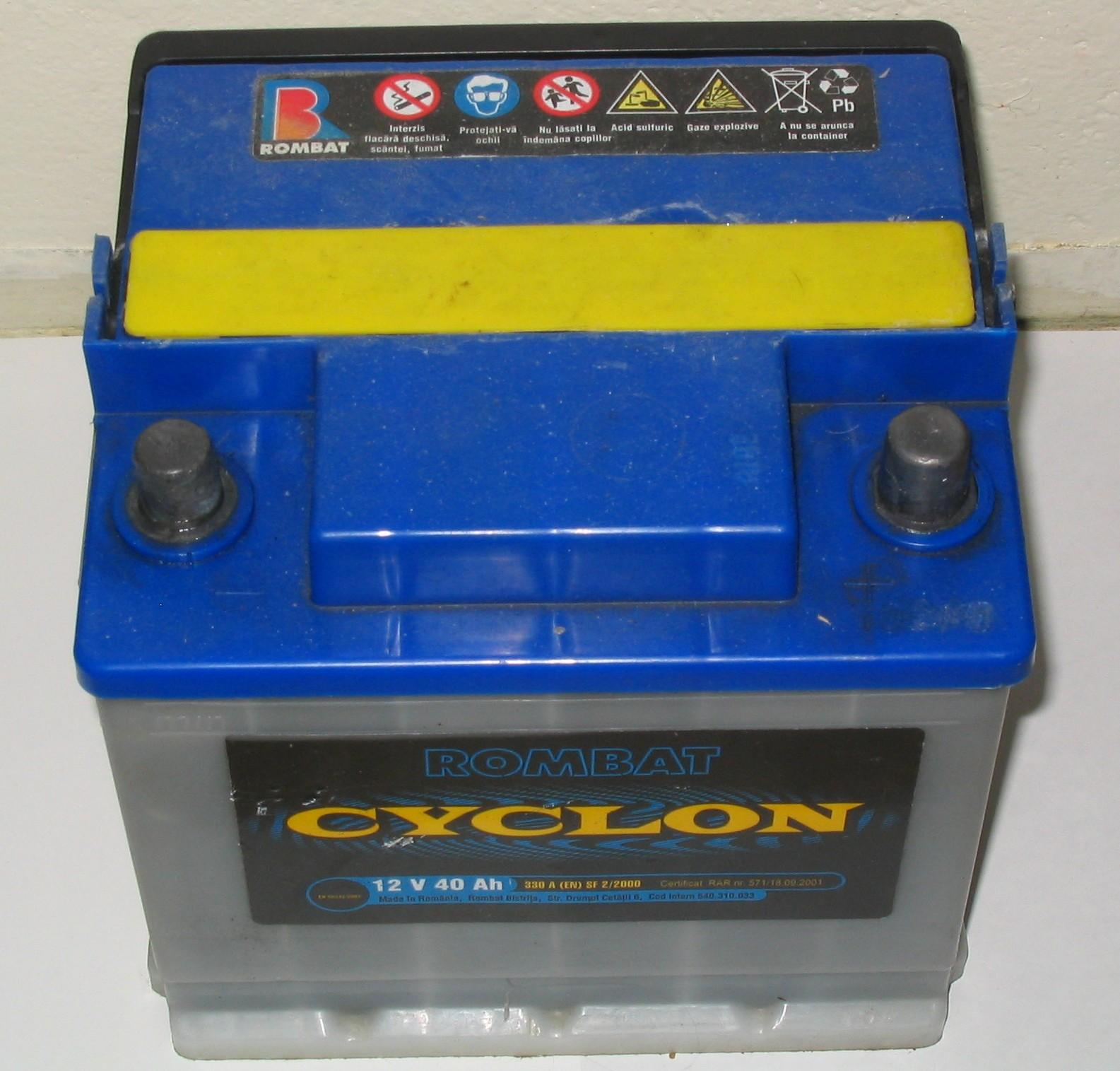
Batería de ácido-plomo, de un automóvil.

Las celdas galvánicas primarias pueden producir corriente inmediatamente después de su conexión. Las pilas desechables están destinadas a ser utilizadas una sola vez y son desechadas posteriormente. Las pilas desechables no pueden ser recargadas de forma fiable, ya que las reacciones químicas no son fácilmente reversibles y los materiales activos no pueden volver a su forma original.
Generalmente, tienen densidades de energía más altas que las pilas recargables, pero las células desechables no van bien en aplicaciones de alto drenaje con cargas menores de 75 ohmios (75 Ω).

### Celdas galvánicas secundarias

Batería de ácido-plomo, regulada por válvula de sellado, libre de mantenimiento.

Las celdas galvánicas secundarias debe ser cargadas antes de su uso; por lo general son ensambladas con materiales y objetos activos en el estado de baja energía (descarga). Las celdas galvánicas recargables o pilas galvánicas  secundarias se pueden regenerar (coloquialmente, recargar) mediante la aplicación de una corriente eléctrica, que invierte la reacciones químicas que se producen durante su uso. Los dispositivos para el suministro adecuado de tales corrientes que regeneran las sustancias activas que contienen la pila o batería se llaman, de modo inapropiado, cargadores o recargadores.
La forma más antigua de pila recargable es la batería de plomo-ácido. Esta celda electroquímica es notable, ya que contiene un líquido ácido en un recipiente sellado, lo cual requiere que la celda se mantenga en posición vertical y la zona de estar bien ventilada para garantizar la seguridad de la dispersión del gas hidrógeno producido por estas células durante la sobrecarga.  La celda de plomo-ácido es también muy pesada para la cantidad de energía eléctrica que puede suministrar. A pesar de ello, su bajo costo de fabricación y sus niveles de corriente de gran aumento hacen que su utilización sea común cuando se requiere una gran capacidad (más de 10A·h) o cuando no importan el peso y la escasa facilidad de manejo.

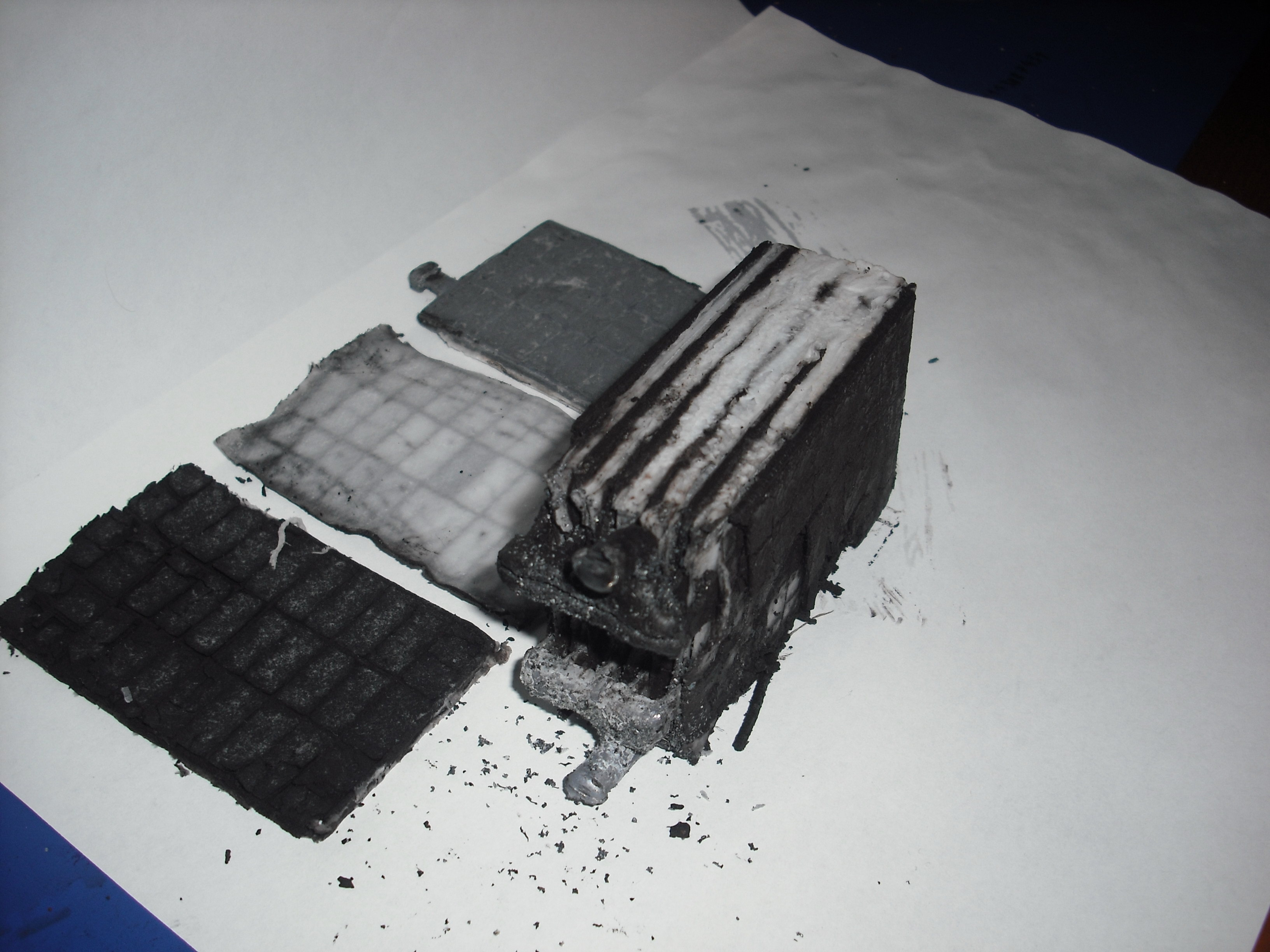
Batería de ácido-plomo con celdas de fieltro de vidrio absorbente, mostrando aparte los dos electrodos y, en medio, el material de vidrio absorbente que evita derrames del ácido.

Un tipo mejorado de la celda de electrolito líquido es la celda de plomo-ácido regulada por válvula de sellado (VRLA,por sus siglas en inglés), popular en la industria del automóvil como un sustituto para la celda húmeda de plomo-ácido, porque no necesita mantenimiento. La celda VRLA utiliza ácido sulfúrico inmovilizado como electrolito, reduciendo la posibilidad de fugas y ampliando la vida útil. Se ha conseguido inmovilizar el electrolito, generalmente por alguna de estas dos formas:
- Celdas de gel que contienen un electrolito semisólido para evitar derrames.
- Celdas de fieltro de fibra de vidrio absorbente, que absorben el electrolito en un material absorbente realizado con fibra de vidrio especial.

Otras células portátiles recargables son (en orden de densidad de potencia y, por tanto, de coste cada vez mayores): celda de níquel-cadmio (Ni-Cd), celda de níquel metal hidruro (NiMH) y celda de iones de litio (Li-ion). Por el momento, las celdas de ion litio tienen la mayor cuota de mercado entre las pilas secas recargables. Mientras tanto, las pilas de NiMH han sustituido a las de Ni-Cd en la mayoría de las aplicaciones debido a su mayor capacidad, pero las de NiCd siguen usándose en herramientas eléctricas, radios de dos vías, y equipos médicos.
| Batería de níquel-cadmio (Ni-Cd) | Batería de níquel metal hidruro (NiMH)                                | Batería de ion litio (Li-ion) |
| -------------------------------- | --------------------------------------------------------------------- | ----------------------------- |
|                                  |                                                                       |                               |
| Usada en cámaras de vídeo...     | Usada en cámaras fotográficas y en pequeños dispositivos electrónicos | Usada en teléfonos móviles    |

## Celdas electrolíticas
El segundo gran tipo de celdas electroquímicas convierte la energía de una corriente eléctrica en la energía química de los productos de una reacción que no se da de modo espontáneo en las condiciones de trabajo de dicha cuba. El voltaje de dicha corriente ha de ser mayor al que tendría la celda galvánica en la que se produjese el proceso inverso, por lo que también se deben conocer los potenciales de reducción.
Ejemplo: Los potenciales de reducción del cobre(II)/cobre y del zinc(II)/Zinc valen respectivamente +0,34 V y    -0,76 V.
Una pila o celda galvánica que aprovechara la reacción espontánea Zn + Cu2+ → Zn2+ + Cu proporcionaría una fuerza electromotriz de +0,34 V -(-0,76 V)=1,10 voltios.

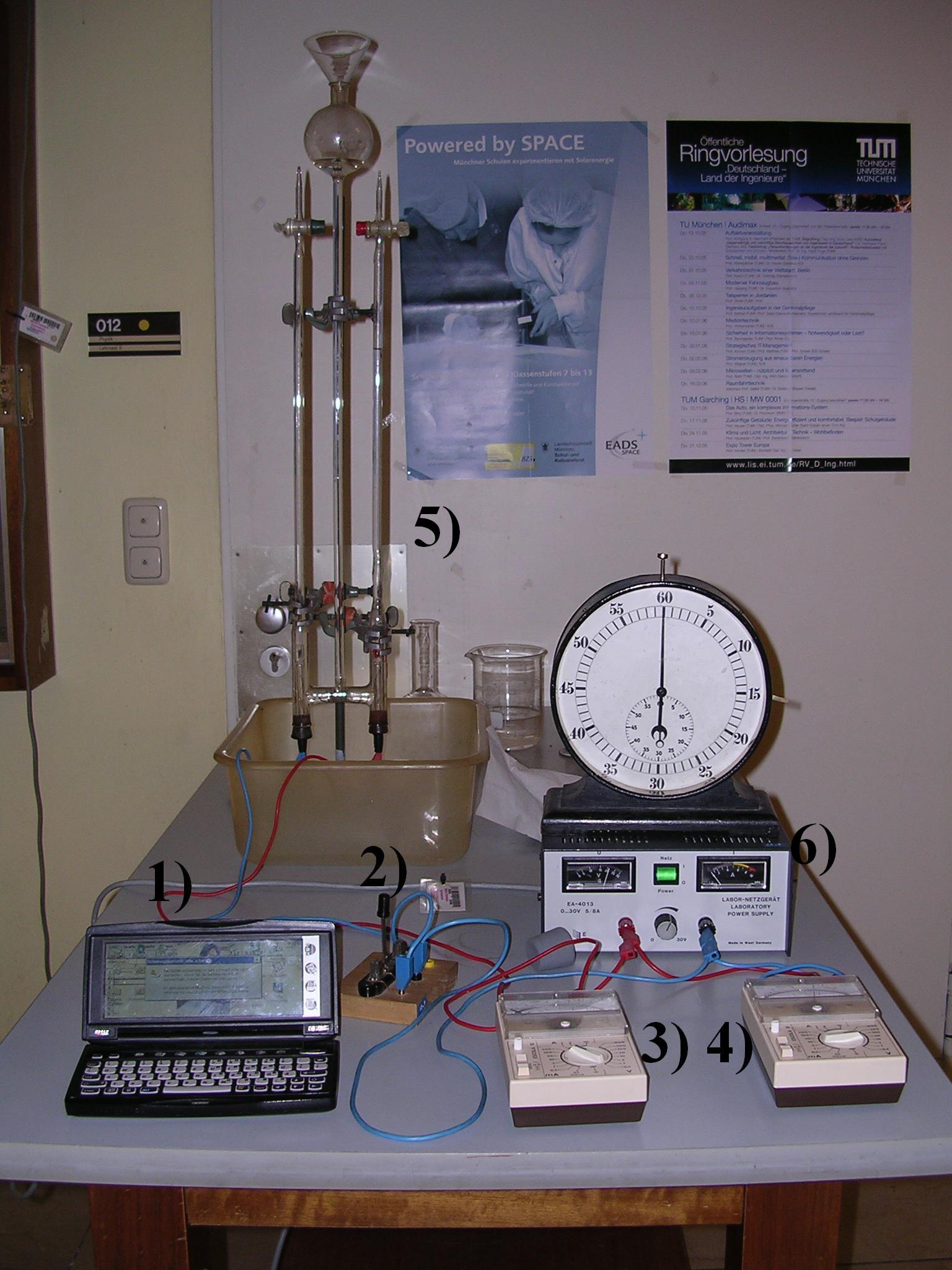
Aparato para electrólisis del agua y otras disoluciones con matraces para recogida de los gases liberados.

Si ahora queremos provocar la reacción contraria  Cu + Zn2+ → Cu2+ + Zn
por ejemplo para depositar Zn sobre un objeto metálico, habremos de introducir una fuente de alimentación que genere una diferencia de potencial de más de 1,10 voltios.
Por tanto, en la célula electrolítica existe igualmente una reacción redox pero ahora está provocada por la energía eléctrica de las cargas que atraviesan la cuba. Aunque ahora existe un único recipiente, también existen dos semirreacciones, una en cada electrodo, pues en cada una de ella tiene lugar una parte de la reacción redox: 
- La pérdida de electrones (oxidación) tiene lugar en el ánodo.
- La ganancia de electrones (reducción) se produce en el cátodo.

Un ejemplo es la electrólisis del agua cuando se le hace pasar una corriente eléctrica.
{\displaystyle 2\ H_{2}O\ \to 2\ H_{2}\ +\ O_{2}}